# Мокроносово (Нижегородская область)
Мокроносово — деревня в составе Темтовского сельсовета в Уренском районе Нижегородской области.

## География
Находится на расстоянии менее 1 километра по прямой на восток-северо-восток от районного центра города Урень.

## История
Известна с 1723 года. Деревня до 1768 года относилась к главной дворцовой канцелярии, потом Придворной конторы, с 1797 крестьяне стали удельными. Население относилось к старообрядцам-поповцам. В 1870 году было учтено 17 хозяйств и 101 житель, в 1916 — 35 и 204. В советское время работал колхоз «Прожектор» (с 1931 года), позже одноимённое частное сельхозпредприятие. В 1956 году 64 хозяйства и 177 жителей, в 1994 53 хозяйства и 119 жителей.

## Население
Постоянное население составляло 91 человек (русские 90 %) в 2002 году.
| 2002 | 2010 |
| ---- | ---- |
| 91   | ↗120 |